# Colombier (fromage)
Colombier, colombier des aillons, grand colombier des aillons sont des appellations d'origine désignant des fromages fermiers produits par les agriculteurs de la vallée des Aillons en Savoie. Ces fromages au lait cru à pâte pressée non cuite sont issus de la transformation d'un mélange de lait de vache et de chèvre .

## Origine géographique
Ces appellations ont pour origine le Mont Colombier, un sommet du massif des Bauges culminant à 2 043 mètres d'altitude, qui domine la vallée des Aillons.

## Présentation
Les fromages colombier sont circulaires, cependant, leurs proportions varies d'une ferme à l'autre. Ils ont un diamètre de 18 à 20 cm et une épaisseur de 3 à 6 cm. Leur poids varie entre 850 g et 1,5 kg.

## Transformation du lait
Les laits crus de vache et de chèvre sont mélangés dans des proportions variables selon la saison. L'affinage se fait à la saumure, puis par raclage ou brossage,.